# مارمولک خاردم خوش‌رنگ
مارمولک خاردم خوش‌رنگ (نام علمی: Uromastyx ornata) نام یک گونه از سرده مارمولک خاردم است. این مارمولک در مناطق صخره‌ای مصر، اسرائیل، عربستان سعودی و یمن زندگی می‌کند.